# Ahrar al-Sham
Aḥrār al-Shām (in arabo أحرار الشام‎?, ossia "Uomini liberi della Grande Siria") è un gruppo islamista siriano che raduna varie formazioni minori d'impronta ideologica islamista e salafita, che formarono all'incirca una brigata durante la guerra civile siriana per rovesciare il governo di Baššār al-Asad. Il gruppo mira a creare uno Stato islamico in Siria sotto la legge della Sharia. Godeva di un vasto sostegno locale e regionale (soprattutto da Turchia e Qatar) nei primi anni del conflitto. 
Ahrar al-Sham non va confuso con Hay'at Tahrir al-Sham (HTS), sebbene abbiano collaborato in alcune fasi iniziali. HTS ha progressivamente preso il controllo di molti territori precedentemente sotto Ahrar al-Sham, soprattutto nella provincia di Idlib.
Tra il 2016 e il 2020, Ahrar al-Sham ha subito gravi sconfitte sul campo e frammentazioni interne, con molti membri che si sono uniti all'Esercito Nazionale Siriano (SNA), supportato dalla Turchia. Oggi Ahrar al-Sham ha una presenza ridotta, ma ancora significativa, nel nord-ovest della Siria, sebbene il suo ruolo sia notevolmente diminuito.

## Ideologia e struttura
Quando si costituirono nel tardo 2011, le unità di Aḥrār al-Shām assommavano a circa 25, sparse in tutta la Siria. Raggiunsero le 60 unità nel tardo 2012, come attestato nel loro sito web. Molte di esse erano concentrate nel governatorato di Idlib, mentre altre erano situate in quelli di Hama e di Aleppo. Alcune unità di Aḥrār al-Shām furono coinvolte in pesanti combattimenti, incluse le Brigate (più esattamente Katība) Qawāfil al-Shuhadāʾ, ossia "Le carovane dei màrtiri" e Anṣār al-Ḥaqq, cioè "I partigiani della Verità" (entrambe a Khān Shaykhūn, nel governatorato di Idlib), la Brigata al-Tawḥīd wa l-Īmān, che significa "Unicità [divina] e Fede" (a Maʿarrat al-Nuʿmān, nel governatorato di Idlib), la Brigata al-Shahbāʾ, lett. "La Grigia" (Aleppo), la Ḥassān ibn Thābit (Dārat ʿIzza - in arabo دارة عزة‎? - provincia di Aleppo) e le Brigate Ṣalāḥ al-Dīn (Saladino) e Abū l-Fidāʾ (entrambe a Hama, nel cui rīf, "contado", agisce anche la Brigata Umm al-muʾminīn  )
Nel suo primo comunicato audio, l'organizzazione Aḥrār al-Shām ha indicato il suo obiettivo di rimpiazzare il governo siriano - dittatoriale ma laico - con uno Stato islamico. Tuttavia riconosce la necessità di tener conto dell'attuale orientamento mentale della popolazione. Descrive anche immaginificamente la rivolta come un jihād contro un complotto safavide (vale a dire iraniano) teso a diffondere lo Sciismo e costituire uno Stato sciita che unisca Siria e Iran attraverso l'Iraq, non senza coinvolgere Libano e Palestina.
I componenti del gruppo sono salafiti jihādisti. Gli Aḥrār al-Shām cooperano con l'Esercito siriano libero e altri gruppi ribelli laici, pur senza intrattenere relazioni con il Consiglio Nazionale Siriano (CNS). Malgrado essi si coordinino con altri gruppi, mantengono strettamente la loro leadership segreta, ricevendo la maggior parte dei loro finanziamenti da donatori del Golfo Persico, in special modo Arabia Saudita e Qatar.
Aḥrār al-Shām ha affermato che i suoi unici obiettivi sono le forze governative e le milizie di regime e di aver cancellato numerose operazioni per il timore di arrecare danni a civili. L'organizzazione assicura assistenza umanitaria e conforto alle comunità locali, oltre a distribuire materiale per promuovere comitati religiosi attivi nella vita quotidiana.

## Eventi rilevanti
Ad Aḥrār al-Shām si deve l'aver rintracciato e liberato il giornalista della NBC, Richard Engel, e il suo staff dopo che costoro erano stati sequestrati da uomini di Assad, che le vittime (come in casi consimili) affermano essere appartenenti alla Shabiha.
Il 22 dicembre 2012, è stata annunciata la nascita di una nuova organizzazione di resistenza armata contro il regime di Asad, chiamata Fronte Siriano Islamico, consistente di 11 organizzazioni ribelli islamiste. Aḥrār al-Shām è la più importante fra esse e un componente di Aḥrār al-Shām, il cui nome (forse "di battaglia") è Abū ʿAbd al-Raḥmān al-Sūrī, è il portavoce del Fronte.
Nel 2018, Ahrar al-Sham si alleò al Movimento Nour al-Din al-Zenki, tentando di unire le forze ribelli per contrastare la crescente influenza di HTS. Tuttavia, questo tentativo di consolidamento non riuscì a impedire il rafforzamento di HTS, che continuò ad avanzare nel nord-ovest della Siria.